# 南沙織 ベスト・ヒット
『南沙織 ベスト・ヒット』（みなみさおり ベスト・ヒット）は、南沙織のベスト・アルバム。2013年4月10日発売。発売元はソニー・ミュージックダイレクト。規格品番はDQCL-2125。

## 解説
1970年代に南沙織が単独名義で発表したシングルレコード全28枚のA面曲から選曲された、ベスト・アルバムである。
本作と同時に『南沙織 スーパー・ヒット』（DQCL-6025）が発売された。なお、『南沙織 スーパー・ヒット』とともに、1982年10月からの日本国内CD商品化開始以降、南沙織の一般発売のCDアルバムにオリジナル・カラオケ音源が収録された初作品のひとつとなる。「17才」のオリジナル・カラオケ音源は『南沙織 スーパー・ヒット』にも収録されたが、「色づく街」のオリジナル・カラオケ音源は本作にのみ収録された。
当企画『ベスト・ヒット』はソニー・ミュージックダイレクトによるシリーズ企画で、1970年代にデビューした歌手では南沙織のほか、天地真理・よしだたくろう・太田裕美・五輪真弓などが発売された。

## 収録曲
- 作詞者、作曲者、編曲者はリンク先を参照のこと。

1. 17才（2分45秒）
2. 潮風のメロディ（3分29秒）
3. ともだち（3分7秒）
4. 純潔（3分1秒）
5. 哀愁のページ（2分47秒）
6. 早春の港（2分50秒）
7. 傷つく世代（2分36秒）
8. 色づく街（2分49秒）
9. ひとかけらの純情（3分5秒）
10. 夜霧の街（3分14秒）
11. 人恋しくて（4分22秒）
12. 春の予感 -I've been mellow-（3分8秒）
13. 17才（オリジナル・カラオケ）（2分44秒）
14. 色づく街（オリジナル・カラオケ）（2分50秒）